# داليبور فيليبوفيتش
داليبور فيليبوفيتش هو لاعب كرة قدم كرواتي في مركز الهجوم، ولد في 28 سبتمبر 1974 في سبليت في كرواتيا. لعب مع أيل ليماسول وإنتر زابرشيتش ونادي رادنيتشكي سبليت ونادي ماريبور وهايدوك سبليت.

## وصلات خارجية
- داليبور فيليبوفيتش على موقع قاعدة بيانات كرة القدم.إي يو (الإنجليزية)
- داليبور فيليبوفيتش على موقع عالم كرة القدم.نت (الإنجليزية)